# NGC 6286
NGC 6286 este o sub-millimetric source⁠(d) situată în constelația Dragonul. A fost descoperită în 1885 de către Lewis A. Swift. Se află la o distanță de 79,2 de megaparseci de Pământ.